# Drie regentessen van het Leprozenhuis te Amsterdam
Drie regentessen van het Leprozenhuis te Amsterdam is een olieverfschilderij van Ferdinand Bol. Het groepsportret is een regentenstuk, het toont de drie regentessen van het Amsterdams Leprozenhuis rond 1668. Het werk bevindt zich in de collectie van het Rijksmuseum Amsterdam.

## Achtergrond
Het Sint Anthonisgasthuis was een proveniershuis buiten de toenmalige stadsmuren van Amsterdam. Vanaf ca. 1490 werden er lepralijders opgevangen en werd het ook Leprozenhuis genoemd. Het Leprozenhuis werd bestuurd door vier regenten en drie regentessen, die werden aangesteld door de burgemeesters. De heren voerden de algemene directie, de dames waren verantwoordelijk voor het huishoudelijk beheer, waaronder het toezicht op bedienden en de inkopen. Er was geregeld onenigheid tussen beide groepen, wanneer de regenten zeggenschap wilden over huishoudelijke zaken.
Ferdinand Bol werkte in het atelier van Rembrandt tot hij zich in 1641 als zelfstandig schilder vestigde. Hij werd een succesvol portretschilder. In 1649 schilderde Bol de regenten van het Leprozenhuis en rond 1668 de regentessen. De schilderijen passen in een lange traditie van het schilderen van de beeltenissen van bestuurders. Het Leprozenhuis liet in de loop der jaren meerdere regentenstukken schilderen, door onder anderen Arnold Boonen, Jan Adam Kruseman, Jacob Ochtervelt en Werner van den Valckert. De laatste schilderde ruim veertig jaar eerder het schilderij Drie regentessen en de binnenmoeder van het Leprozenhuis te Amsterdam (1624). Bol koos voor het regentessenstuk dezelfde opzet als Van de Valckert: de dames zittend aan tafel, met daarop schrijfgerei en munten als symbool van hun functie. Van de Valckert verwees op de achtergrond naar de gelijkenis van de rijke man en Lazarus. Bol heeft gekozen voor een neutrale achtergrond, waardoor alle aandacht uitgaat naar de regentessen.

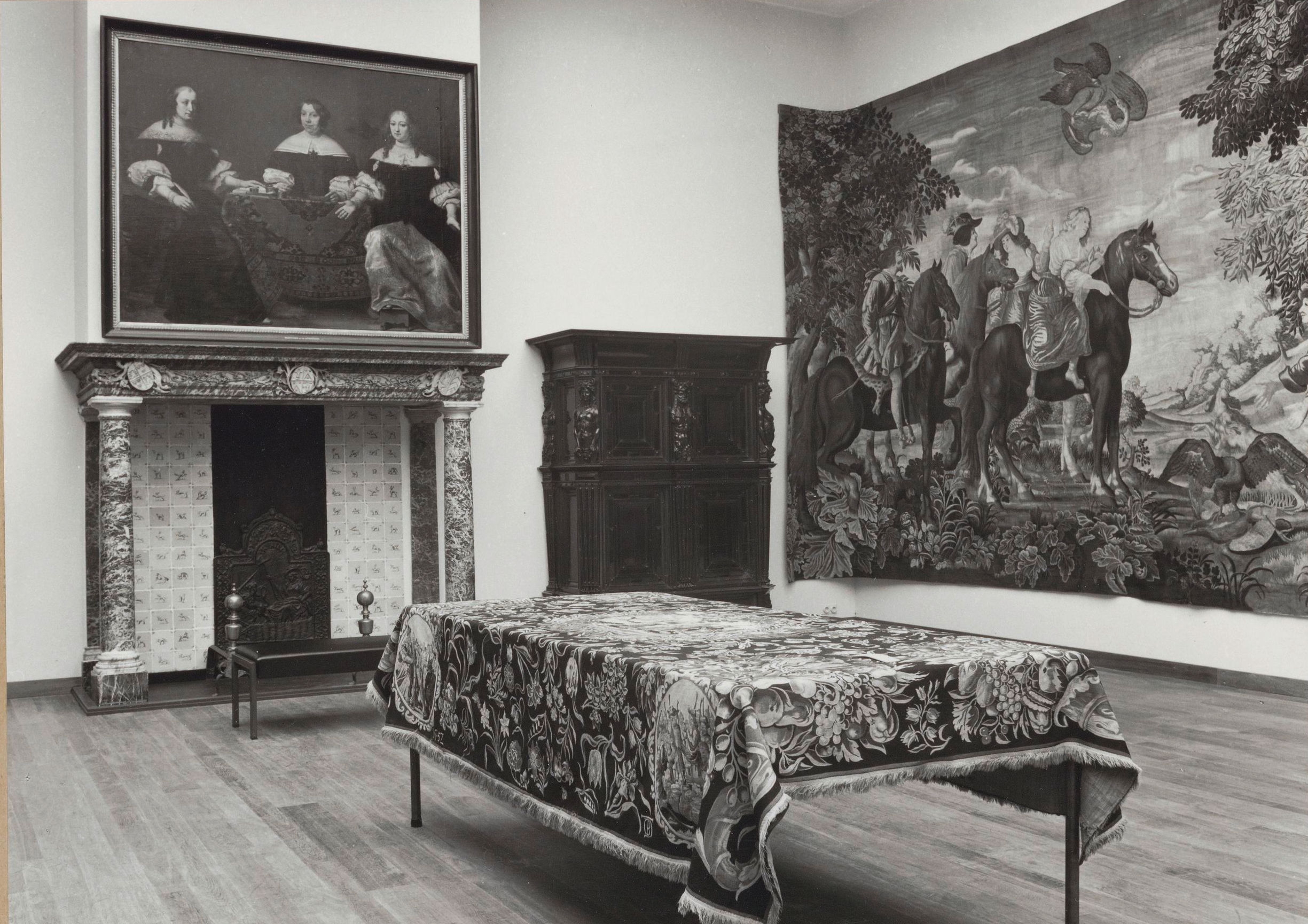
Schilderij en schouw in 1962

Het schilderij werd in het Leprozenhuis opgehangen boven een schouw, die in dezelfde periode werd gemaakt. De fries van de gemarmerde schoorsteenmantel is versierd met bloemen en ranken. Daartussen zijn in reliëf ovale wapenschilden geplaatst, waarmee de regentessen kunnen worden geïdentificeerd. Van links naar rechts zijn dat de wapens van Clara Abba, Elisabeth van Duijnen en Agatha Munter. Het lijkt erop dat de buitenste dames of hun wapenschilden zijn verwisseld. Van Duijnen wordt terecht afgebeeld als penningmeester, Munter was echter de secretaris van het drietal.
Rijksmuseum
Toen eind 17e eeuw het aantal lepralijders terugliep, werden ook mensen met andere aandoeningen opgenomen. In 1759 werden weer proveniers toegelaten tot het gasthuis. Na de invoering van de Armenwet van 1854 wilde de gemeente niet de verantwoording voor de verzorging van de proveniers dragen en in 1860 werd het huis opgeheven. Omdat twee bewoners dwarslagen, duurde het tot 1866 voor de boedel kon worden geliquideerd. De gebouwen werden vervolgens gesloopt. Diverse onderdelen van de inventaris, waaronder dit schilderij en de schouw, werden door de gemeente Amsterdam in 1885 in bruikleen gegeven aan het Rijksmuseum, dat dat jaar werd geopend.

## Beschrijving
Het schilderij toont drie vrouwen, waarvan twee ten voeten uit, zittend aan een met oosters kleed gedekte tafel. De vrouwen zijn gekleed in jurken met pofmouwen en kant, en een platte kraag. Ze dragen allen parelkettingen en -armbanden en oorhangers. De middelste vrouw draagt een weduwekap. Op de tafel staat een inktstel en liggen muntstukken. De dame rechts heeft haar voet geplaatst op een stoofje, waarop het signatuur van de schilder is te lezen.
Halverwege 2017 is het schilderij gerestaureerd in verband met de dubbeltentoonstelling Ferdinand Bol en Govert Finck in het Rembrandthuis en het Amsterdam Museum; het was een van de meest vergeelde werken in het Rijksmuseum. Door gebruik te maken van een nieuwe scan-techniek kan men de metalen in de verf in kaart te brengen en kan men daarmee de verschillende verflagen van elkaar onderscheiden. Hierdoor ontdekte men dat onder het hoofd van Elisabeth van Duijn (sic) een jonger hoofd tevoorschijn kwam.

## Geportretteerden
Clara Abba
Clara Abba (1631-1671) was een dochter van Cornelis Dirksz. Abba (1604-1675), een welgesteld brouwer, en Sara Bartholomeusdr. van der Wiere. Ze trouwde in 1656 met Jan Lensen (1619-1694), commandant, regent van het burgerweeshuis. Abba was regent van het Rasp- en Tuchthuis Amsterdam.
Elisabeth van Duynen
Elisabeth van Duynen (ca. 1620-1703) was een dochter van solliciteur Jacob van Duynen en Cathalina Maes. Zij kwam uit Den Haag en trouwde in 1641 in Amsterdam met Pelgrom ten Grootenhuijs (1618-1660). Hij was koopman, raad en schepen in Amsterdam. Van Duynen was regentes en penningmeester.
De restauratie van het schilderij in 2017 leverde een verrassing op: onder het hoofd van Elisabeth, geschat op 40 jaar, gaat een ander hoofd schuil. Een hoofd van een vrouw van ongeveer 20 jaar met oorbellen en grotere krullen, dat recht naar voren kijkt. Volgens Norbert Middelkoop moet dit Maria Pieters zijn, die uit het bestuur verdween toen het schilderij klaar was. Experts vermoeden dat Elisabeth niet door Bol geschilderd is. Het zou van de hand van Adriaen Backer kunnen zijn.
Het schilderij blijft zoals het is: Maria Pieters zien we niet, Elisabeth van Duynen wel.
Agatha Munter

Wapen van de familie Munter

Agatha Munter (1632-1687), lid van de familie Munter, was een dochter van Joan Munter (1611-1685) en Margaretha Geelvinck (1612-1672). Haar vader was onder meer bewindhebber van de VOC en een aantal keren burgemeester van Amsterdam. Zij trouwde achtereenvolgens met Elbert Goykens (1626-1663), Sijbrand Valckenier (1634-1665) en Joan Corver (1628-1716). Munter erfde van haar eerste echtgenoot Beeckestijn onder Velsen en bewoonde sinds 1671 Herengracht 456 in de Gouden Bocht. Ze was regentes en secretaris.

## Afbeeldingen

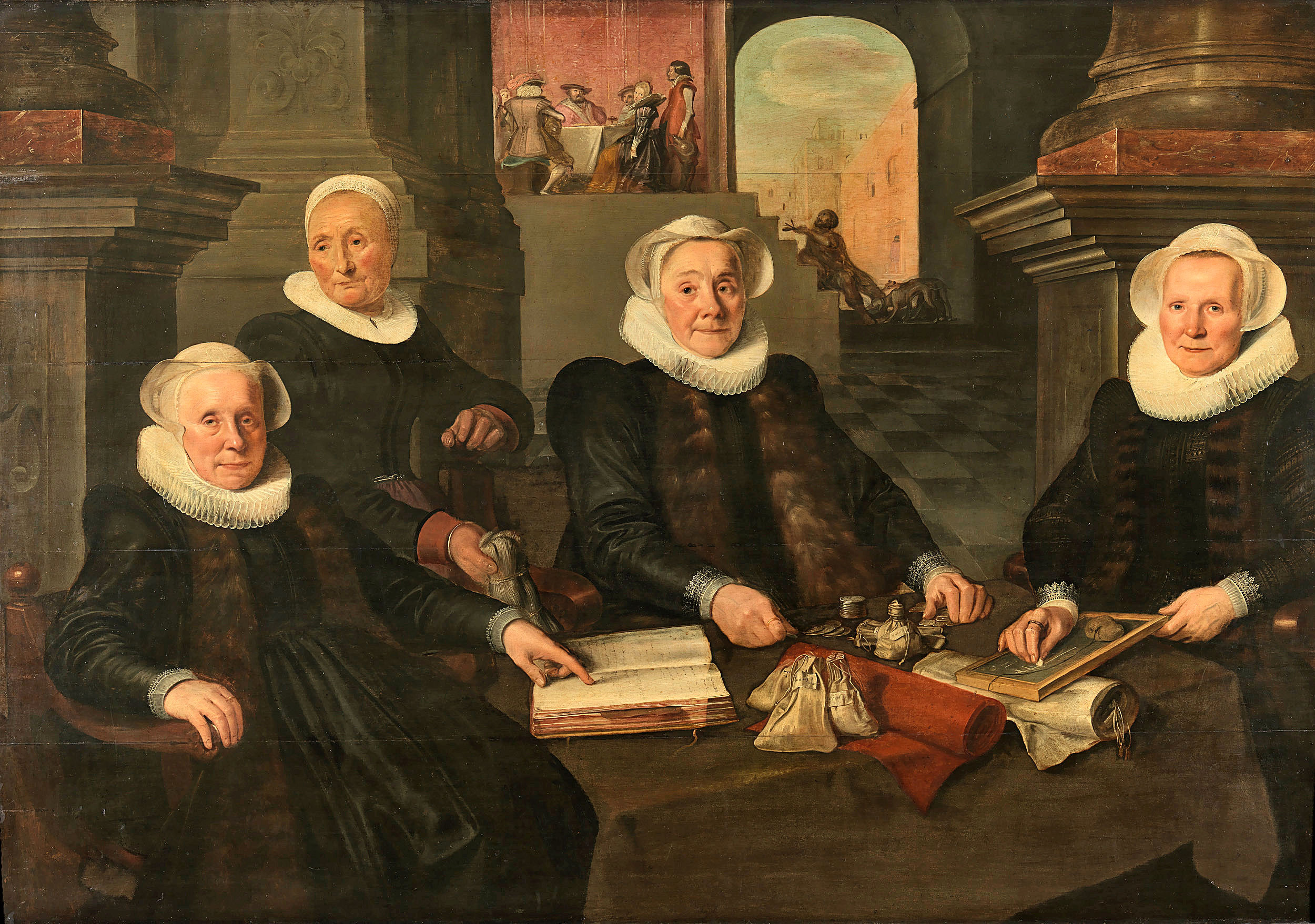
Drie regentessen en de binnenmoeder van het Leprozenhuis te Amsterdam (Van de Valckert, 1624)
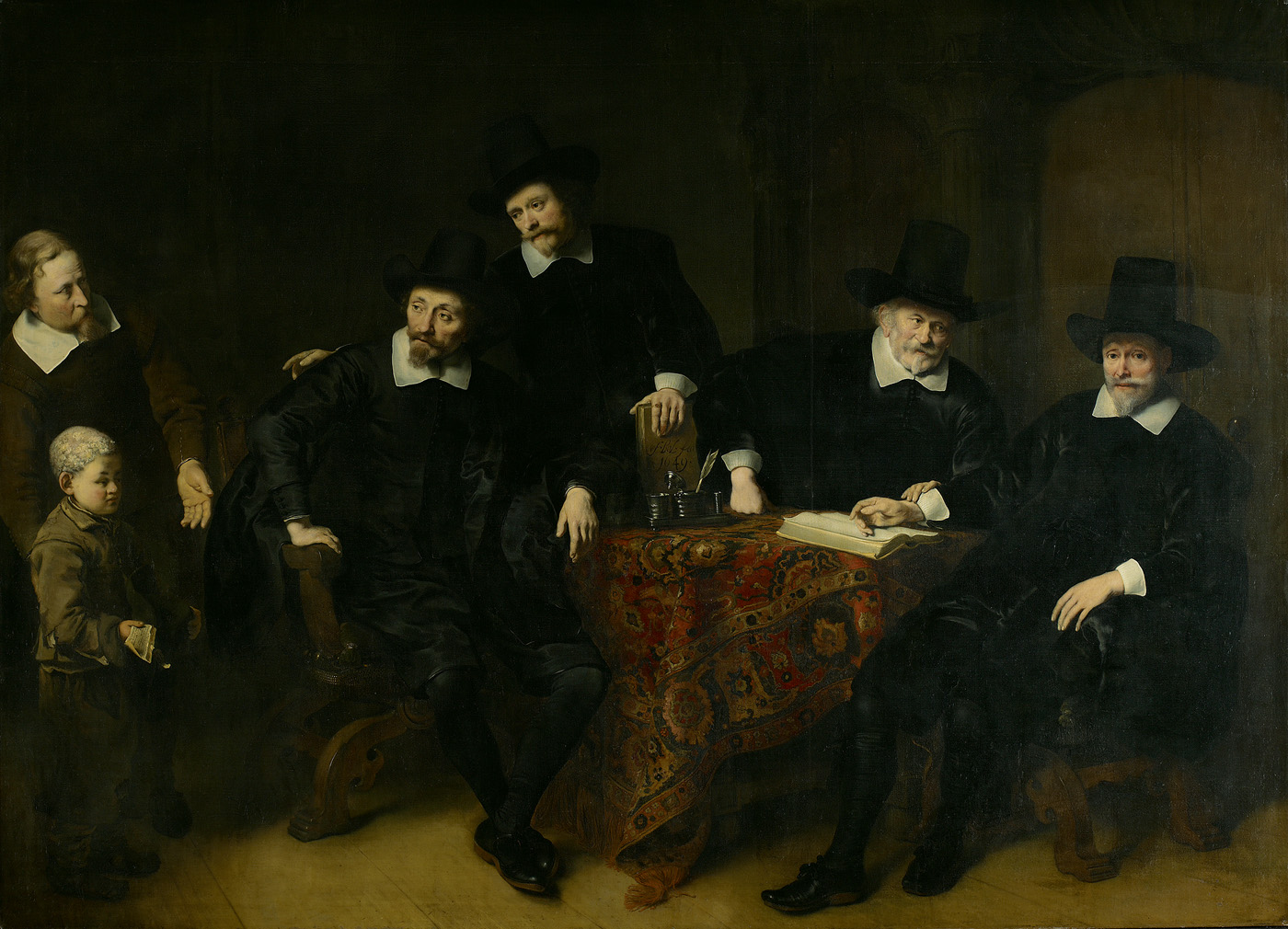
Regenten van het Leprozenhuis (Bol, 1649)